# 雷诺·波塔宁
雷诺·波塔宁（芬蘭語：Reino Poutanen，1928年2月21日—2007年4月14日），芬兰男子赛艇运动员。他曾代表芬兰参加1956年和1960年夏季奥林匹克运动会赛艇比赛，其中1956年奥运会获得一枚铜牌。